# Miles Dempsey
Miles Christopher Dempsey (sinh ngày 15 tháng 12 năm 1896 mất ngày 05 tháng 6 năm 1969) là tư lệnh Tập đoàn quân 2 Anh trong cuộc đổ bộ D-Day trong cuộc chiến tranh thế giới thứ hai. Ông là một quân nhân chuyên nghiệp và có danh tiếng trong suốt khoảng đời binh nghiệp.

### Tư liệu
- In September 1944, Miles Dempsey was made an honorary citizen of the city of Caen in Normandy, Pháp.
- Around 1990, a street in Caen (avenue Général Dempsey) was named after him, Caen map, La Poste, 1993. in a district close to the Mémorial pour la Paix museum, where many of the streets commemorate personalities linked with the Second World War. The street links the avenue Maréchal Montgomery to the avenue Amiral Mountbatten.
- In the Dutch town of Langenboom a street was named after him (Dempseystraat).